# Ibrahim Sissoko (calciatore 1995)
Ibrahim Sissoko (Créteil, 27 novembre 1995) è un calciatore maliano con cittadinanza francese, attaccante del Bochum e della nazionale maliana.

## Carriera

### Club
Cresciuto nel settore giovanile dell'Entente SSG, ha esordito in prima squadra il 12 aprile 2015, in occasione dell'incontro di Championnat de France amateur vinto per 2-0 contro il Quevilly-Rouen. Nel gennaio 2017 viene acquistato dall'Épinal, formazione militante nel Championnat National, la terza divisione francese. Sempre nello stesso anno si trasferisce all'AS Béziers, altro club della terza divisione francese, con cui ottiene la promozione in seconda divisione. Il 20 giugno 2018 viene acquistato dal Lorient, che lo gira subito in prestito all'AS Béziers. Il 21 giugno 2019 si accasa al Niort, dove in tre stagioni totalizza 49 presenze e 25 reti. Il 30 giugno 2022 firma un contratto quadriennale con lo Sochaux.

### Nazionale
Nato in Francia da genitori di origine maliana, ha deciso di rappresentare la nazionale maliana.
Nel marzo 2022 è stato convocato per la prima volta da quest'ultima, in occasione della gare di qualificazione al campionato del mondo 2022.

## Statistiche

### Presenze e reti nei club
Statistiche aggiornate al 2 giugno 2023.
| Stagione           | Squadra            | Campionato         | Campionato | Campionato | Coppe nazionali | Coppe nazionali | Coppe nazionali | Coppe continentali | Coppe continentali | Coppe continentali | Altre coppe | Altre coppe | Altre coppe | Totale | Totale |
| Stagione           | Squadra            | Comp               | Pres       | Reti       | Comp            | Pres            | Reti            | Comp               | Pres               | Reti               | Comp        | Pres        | Reti        | Pres   | Reti   |
| ------------------ | ------------------ | ------------------ | ---------- | ---------- | --------------- | --------------- | --------------- | ------------------ | ------------------ | ------------------ | ----------- | ----------- | ----------- | ------ | ------ |
| 2013-2014          | Entente SSG        | CFA                | 6          | 3          |                 | -               | -               |                    | -                  | -                  |             | -           | -           | 6      | 3      |
| 2014-2015          | Entente SSG        | CFA                | 8          | 0          |                 | -               | -               |                    | -                  | -                  |             | -           | -           | 8      | 0      |
| 2015-2016          | Entente SSG        | CFA                | 12         | 2          | CF              | 1               | 0               |                    | -                  | -                  |             | -           | -           | 13     | 2      |
| 2016-gen. 2017     | Entente SSG        | CFA                | 9          | 0          |                 | -               | -               |                    | -                  | -                  |             | -           | -           | 9      | 0      |
| Totale Entente SSG | Totale Entente SSG | Totale Entente SSG | 35         | 5          |                 | 1               | 0               |                    | -                  | -                  |             | -           | -           | 36     | 5      |
| gen.-giu. 2017     | Épinal             | N                  | 14         | 4          | CF              | -               | -               |                    | -                  | -                  |             | -           | -           | 14     | 4      |
| 2017-2018          | AS Béziers         | N                  | 24         | 8          |                 | -               | -               |                    | -                  | -                  |             | -           | -           | 24     | 8      |
| lug.-dic. 2018     | AS Béziers         | L2                 | 13         | 3          | CF+CdL          | 1+1             | 0               |                    | -                  | -                  |             | -           | -           | 15     | 3      |
| Totale AS Béziers  | Totale AS Béziers  | Totale AS Béziers  | 37         | 11         |                 | 2               | 0               |                    | -                  | -                  |             | -           | -           | 39     | 11     |
| gen.-giu. 2019     | Lorient            | L2                 | 4          | 0          | CF+CdL          | -               | -               |                    | -                  | -                  |             | -           | -           | 4      | 0      |
| 2019-2020          | Niort              | L2                 | 25         | 15         | CF+CdL          | 1+2             | 0+1             |                    | -                  | -                  |             | -           | -           | 28     | 16     |
| 2020-2021          | Niort              | L2                 | 0          | 0          | CF              | 0               | 0               |                    | -                  | -                  |             | -           | -           | 0      | 0      |
| 2021-2022          | Niort              | L2                 | 24         | 10         | CF              | 0               | 0               |                    | -                  | -                  |             | -           | -           | 24     | 10     |
| Totale Niort       | Totale Niort       | Totale Niort       | 49         | 25         |                 | 3               | 1               |                    | -                  | -                  |             | -           | -           | 52     | 26     |
| 2022-2023          | Sochaux            | L2                 | 35         | 13         | CF              | 0               | 0               |                    | -                  | -                  |             | -           | -           | 35     | 13     |
| Totale carriera    | Totale carriera    | Totale carriera    | 174        | 58         |                 | 6               | 1               |                    | -                  | -                  |             | -           | -           | 180    | 59     |